# Ludovic Morlot
Ludovic Morlot (* 11. Dezember 1973 in Lyon) ist ein französischer Dirigent und Hochschullehrer, seit September 2022 Hauptdirigent des Orquesta Sinfónica de Barcelona y Nacional de Cataluña (OBC).

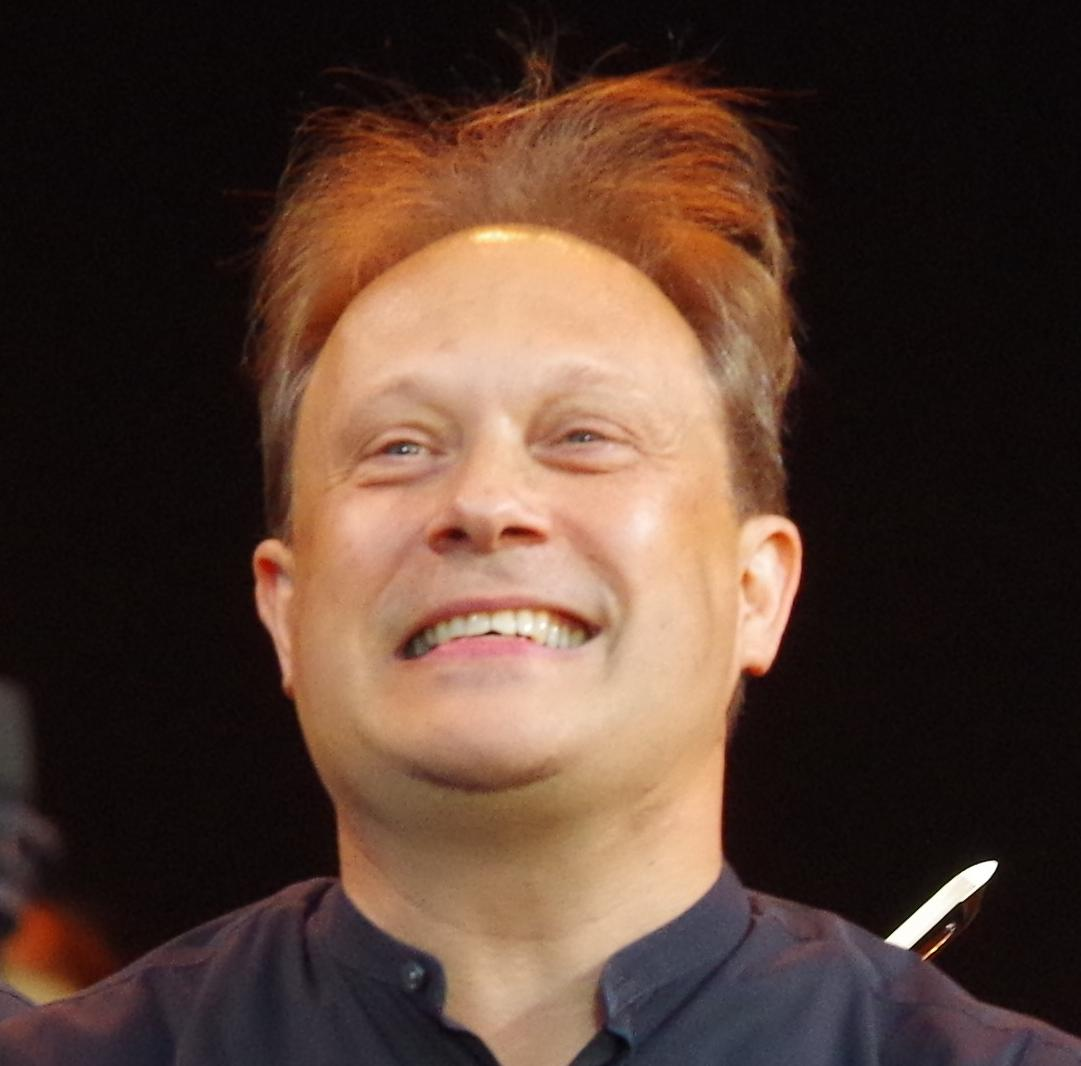

## Anfänge
Als Jugendlicher begann Morlot eine Ausbildung als Geiger. 1994 ging er an die Royal Academy of Music, um sich bei Colin Davis, George Hurst und Colin Metters zum Dirigenten ausbilden zu lassen. Dem schloss sich die Weiterbildung am Royal College of Music an, wo er den von Norman Del Mar gegründeten Studiengang als Konzertmeister belegte. Sein weiterer Weg führte Morlot in die USA, wo er an der von Pierre Monteux gegründeten Schule für Dirigenten und Orchestermusiker in Hancock seine Studien abschloss. 2001 gewann er den Dirigentenpreis der Seiji-Ozawa-Gesellschaft während des Tanglewood-Festivals, einer musikalischen Proben- und Konzertstätte im Berkshire County im US-Bundesstaat Massachusetts.

## Künstlerisches Wirken

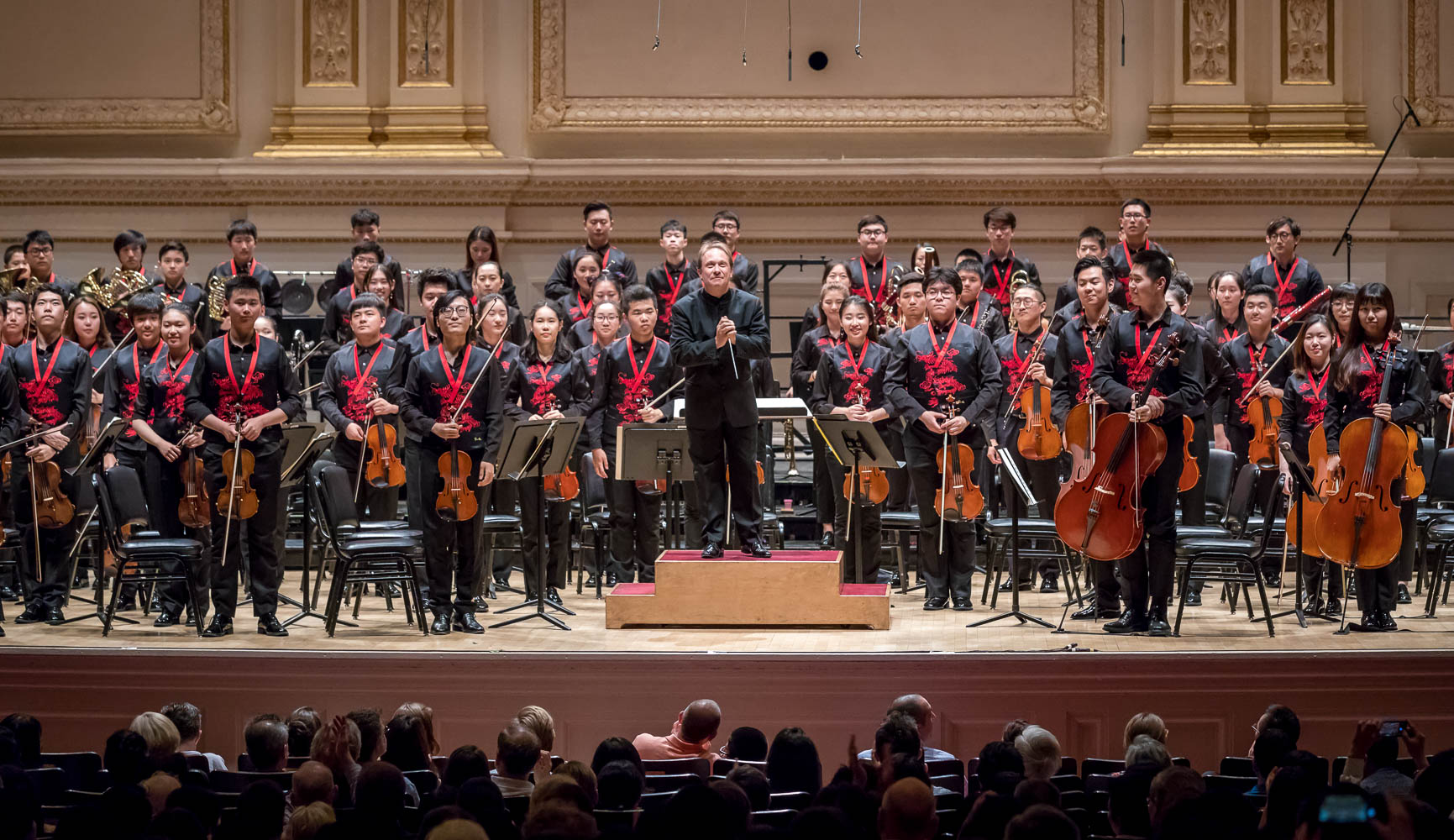
Ludovic Morlot mit dem National Youth Orchestra of China (Carnegie Hall 2017)

Ab 2002 bis 2004 war er als Hausdirigent am Orchestre National de Lyon unter David Robertson tätig, bei dem er auch für die beiden Jugendorchester des Hauses verantwortlich zeichnete. Von 2004 bis 2007 wurde er als zweiter Dirigent am Boston Symphony Orchestra engagiert, wo er im April 2005 seine ersten Konzerte in eigener Verantwortung dirigierte. Dazu zählte als zeitgenössische Musik die US-Premiere des Orchesterwerks Gondwana von Tristan Murail im Januar 2009, Helios Choros II (Sun God Dancers) von Augusta Read Thomas im Oktober 2009 und die Welt-Premiere von Instances, dem letzten Orchesterwerk Elliott Carters. Noch im selben Jahr, im Oktober 2009, bekam Morlot eine Einladung an die Seattle Symphony als Gastdirigent. Seinen zweiten Auftritt in Seattle hatte er im April 2010. Durch die Folgen des Ausbruchs des Eyjafjallajökull 2010 musste er sein Gastspiel verkürzen und sein Programm als Gastdirigent ändern. Im Juni 2010 gab die Seattle Symphony bekannt, dass Morlot 2011 als Nachfolger von Gerard Schwarz die Stelle als 15. Musikdirektor des Orchesters antreten würde. Die Position war zunächst auf zwei Jahre bis 2012 mit einer Option bis 2016 befristet. Parallel zu seiner Tätigkeit in Seattle verpflichtete sich Morlot 2011 als Gastdirigent ans Opernhaus La Monnaie in Brüssel, wo er ab 2012 ebenfalls die Stelle eines Musikdirektors von Orchester und Oper übernahm. Morlot gab das Amt in Brüssel zum Ende des Jahres 2014 wieder ab, da er wegen der Entfernung beider Institutionen nicht beide Positionen zugleich befriedigend ausfüllen konnte.
Im März 2012 wurde er als Professor an die University of Washington berufen, 2013 übernahm er dort den Lehrstuhl für Orchesterleitung. 2014 wurde er „in Anerkennung seiner bedeutenden Verdienste für die Musik“ zum Fellow der Royal Academy of Music ernannt.
2019 legte Morlot sein Amt als Musikdirektor der Seattle Symphony nieder, der er auch weiterhin als „conductor emeritus“ verbunden bleibt.

## Auszeichnungen
2015 war er mit der Seattle Symphony für einen Grammy Award in der Kategorie Beste Orchesterdarbietung für die Aufnahme der ersten Sinfonie und weiterer Werke von Henri Dutilleux nominiert. Die Aufnahme der zweiten Sinfonie brachte 2016 eine weitere Nominierung. An weiteren Grammy-Nominierungen und -Auszeichnungen (Technik, Komposition, Solodarbietungen) war Morlot beteiligt.

## Privates
Morlot, seine Ehefrau Ghizlane und seine beiden Töchter Nora und Iman wohnen in Seattle. 